# سرمد کاشانی
محمدسعید، مشهور به سرمد کاشانی یا سعیدا، از شاعران فارسی‌زبان سدهٔ یازدهم هجری بود. او در ابتدا از شاگردان ملا صدرای شیرازی و ابوالقاسم میرفندرسکی بود و سپس به هند مهاجرت کرد و در دربار داراشکوه قدر و منزلت یافت. یک سال پس از شکست داراشکوه از اورنگ‌زیب و کشته‌شدنش به دستور او، سرمد کاشانی نیز به اتهام انکار معراج کشته شد.
وی از ارامنه یا یهودیان کاشان بود که عاقبت مسلمان شد و به تصوف مایل گشت به درجهٔ بالایی در عرفان نایل شد. محمدسعید چندگاهی محضر میر ابوالقاسم فندرسکی و ملاصدرای شیرازی را درک کرد، در خدمت مشایخ به تصفیهٔ باطن پرداخت، آخرالامر مجذوب شده و به هندوستان رفت.
از آن پس برهنه می‌گشت. چنان بود که هرچه داشت به یغمائیان داد تا آن که از ستر عورت هم بازماند. سرمد پس از چندی اقامت در تته به لاهور رفت و سپس به حیدرآباد دکن و از آنجا به دهلی عزیمت کرد و در آن شهر با پسر شاه جهان آشنایی یافت.
لیکن عالمان شرع با او به دشمنی برخاستند و سرمد به فتوای یکی از عالمان بنام ملا عبدالقوی و موافقت فقیهان دیگر به قتل رسید قبرش نزدیک مسجد شاه جهان‌آباد و مزار اهل دل است. از جمله آثارش: «دیوان» شعر.
کتاب رؤیاهای مرد نیلوفری نوشته عمران صلاحی، در احوال و افکار و آثار این شاعر نوشته شده‌است. در بخشی از این کتاب می‌خوانیم:
بعد از ظهر روز جمعه، ۱۸ ربیع الثانی سال ۱۰۷۰ هجری قمری، پس از نماز جماعت، جنب مسجد دهلی، در برابر چشم نمازگزاران، سعید سرمد کاشانی را گردن زدند! به فرمان اورنگ زیب (پادشاه وقت هندوستان) و فتوای ملا عبدالقوی (قاضی القضات شهر دهلی)
اما جرمش چه بود، از نظر صاحبان زر و زور و تزویر، بیان سخنان کفرآمیز. اما سخن راست را از حافظ بشنویم:
جرمش این بود که اسرار هویدا می‌کرد.
آنچه دربارهٔ حلاج، سهروردی، عین القضات و نسیمی نوشته‌اند، دربارهٔ سعید سرمد هم صدق می‌کند. در زمانی که جنگ هفتاد و دو ملت همه جا را فرا گرفته بود و صاحبان زر و زور و تزویر به این جنگ دامن می‌زدند ” اندیشه‌های نوع پرستی و آمال انسان دوستی … در قالب طریق‌های صوفیانه… تبلیغ می‌شد. ” ولی نه هر تصوقی.
همچنین، کتاب عاشقانه‌های یک یاغی، شامل بازخوانی زندگی، شعر و اندیشه سرمد کاشانی، به تصحیح سید عبدالحمید ضیایی منتشر شده‌است.

## نمونه اشعار
| سرمد تو حدیث کعبه و دیر مکن |  | در کوچه شک چو گمرهان سیر مکن |
| رو شیوه معرفت ز شیطان آموز  |  | او را بپرست و طاعت غیر مکن   |